# Luciano Gelpi
Luciano Gelpi (Bonate Sopra, 9 luglio 1945) è un politico e sindacalista italiano.

## Biografia
Segretario della CISL per la provincia di Bergamo dal 1983 al 1987, ricoprì la carica di deputato per due legislature, venendo eletto con la Democrazia Cristiana alle politiche del 1987 (35.324 preferenze) e alle politiche del 1992 (28.181 preferenze).
Dopo l'adesione al Partito Popolare Italiano, in occasione delle politiche del 1994 si ricandidò col Patto per l'Italia nel collegio uninominale di Ponte San Pietro, ove raggiunse il 18,83% dei voti senza essere eletto. Alle politiche del 1996 concorse per il Senato col sostegno dell'Ulivo: presentatosi nel collegio uninominale di Treviglio, conseguì il 29,54% e anche in tal caso non riuscì ad essere eletto.
Fu sindaco di Bonate Sopra dal 1995 al 1999, quando non fu riconfermato.